# Bathythrix anaulax
Bathythrix anaulax är en stekelart som beskrevs av Henry Keith Townes, Jr. 1983. Bathythrix anaulax ingår i släktet Bathythrix och familjen brokparasitsteklar. Inga underarter finns listade.